# Оздзелинська сільська рада
Оздзелинська сільрада (біл. Аздзелінскі сельсавет) — адміністративна одиниця на території Гомельського району Гомельської області Білорусі.

## Склад
Оздзелинська сільська рада охоплює 13 населених пунктів:
- Оздзелино — село;
- Апанасовка — селище;
- Бук — селище;
- Зелений Гай — селище;
- Зелений Острів — селище;
- Зелений Сад — селище;
- Манеєв — селище;
- Молодь — селище;
- Петров — селище;
- Приволля-1 — селище;
- Приволля-2 — селище;
- Роги — село;
- Південний — селище.

Вилучені населені пункти:
- Кураченков — селище.